# Sofokracie
Sofokracie (z řečtiny σοφος – moudrý a κρατία – vláda, tj. „vláda moudrých“) je forma vlády, v které čelní místo ve společnosti zaujímají filozofové, tedy ti nejvzdělanější a nejmoudřejší jedinci bez ohledu na jinou příslušnost. Jedná se o Platónovu představu ideální formy vlády ve státě.
Tento pojem vznikl v antice, kde pojem filozofie zahrnoval různé obory vědy (které se z ní později mohly vyčlenit), takže můžeme v současné situaci přeneseně označit jako vládu vědců, což vyvolává spojitost s technokracií. Forma vlády nebyla v minulosti nikdy uvedena do praxe, částečně se uskutečňuje v zemích s volným trhem prostřednictvím ekonomických institutů, pokud jsou jejich představitelé vybíráni na základě znalostí a schopností. Jako formu sofokracie též někdy můžeme chápat tzv. úřednické vlády.
Mezi novodobé zastánce nastolení sofokracie patřil americký filozof a futurolog Jacque Fresco (označován jako „sociální architekt“), jenž v Projektu Venus navrhoval totální reorganizaci nynějšího sociálního systému na technokratických principech - společnost má být řízena vědeckými poznatky.